# Мостовик Дмитро Андрійович
Дмитро́ Андрі́йович Мостови́к (нар. 26 червня 1998, м. Червоноград, Львівська область) — український спідвеїст, чемпіон України серед юніорів (2017 рік), дворазовий віце-чемпіон України серед дорослих (2016 і 2017 роки), багаторазовий учасник чемпіонатів світу та Європи. Вихованець червоноградського спідвею [Архівовано 3 лютого 2018 у Wayback Machine.].

## Кар'єра
Спідвеєм займається з 12 років. Член Збірної команди України. Багаторазовий учасник Молодіжного Чемпіонату Польщі у складі клубу «Островія» Острув. В сезоні 2018 року має підписаний контракт з командною Польської Ліги Спідвею — «Локомотивом» Даугавпілс (Латвія), яка ставала переможцем турніру в сезонах 2015 і 2016 років.

## Досягнення

### Чемпіонат України серед юніорів
золото — 2017 [Архівовано 3 лютого 2018 у Wayback Machine.]
 срібло — 2015, 2016

### Чемпіонат України серед дорослих
срібло — 2016 [Архівовано 3 лютого 2018 у Wayback Machine.], 2017

### Чемпіонат світу серед юніорів
Учасник кваліфікаційних турнірів

### Чемпіонат Європи серед дорослих
Учасник кваліфікаційних турнірів

### Чемпіонат Європи серед юніорів
Учасник кваліфікаційних турнірів

### Кубок МАСЕК
срібло — 2016 [Архівовано 3 лютого 2018 у Wayback Machine.]
 бронза — 2017 [Архівовано 19 лютого 2018 у Wayback Machine.]